# Hawker Tempest
De Hawker Tempest was een Royal Air Force gevechtsvliegtuig uit de Tweede Wereldoorlog en was ontwikkeld uit de Typhoon. De grootste veranderingen waren een langere romp en een nieuw dun vleugelprofiel voor laminaire luchtstroming, waarmee de tegenvallende klim- en hoogteprestaties van de Typhoon verholpen werden.
Er werden 5 versies voorzien, maar slechts drie daarvan werden in productie genomen, de Mk's II, V en VI. Bij de Mk II werd de radiator naar de vleugelvoorranden verplaatst in plaats van onder de motor. Bij de Mk V werd de 'kinradiator' weer gebruikt.

## Inzet
De eerste RAF-eskaders werden in april 1944 met Tempests uitgerust. Na een aanvankelijke taak als aanvaller van gronddoelen, zoals treinen, werd de Tempest V ingezet ter bestrijding van de V-1 vliegende bommen, waarin hij erg goed bleek. De Tempest was de snelste jager van de Britse luchtverdediging en van 13 juni tot 5 september vernietigde hij 638 V-1's. Later, als onderdeel van de 2nd Tactical Air Force, haalde hij in luchtgevechten 20 Me-262 straaljagers neer.
Na de oorlog werden ze als sleper voor oefendoelen gebruikt. Tijdens de Berlijnse Luchtbrug van 1948-1949 werden de Tempests van No.33 Squadron gestationeerd in Gatow te Berlijn als demonstratie van het RAF-jagerpotentieel. Later werd hetzelfde squadron ingezet in Maleisië  tegen Maleisische terroristen.